# 偽陽性和偽陰性
偽陽性和偽陰性（英語：False positives and false negatives）是指進行實用測試之後，測試結果有機會不呈現真正的狀況。
偽陽性、假陽性是指測試結果呈陽性的反應，但事實上卻是沒有；相反，偽陰性、假陰性是指測試結果呈陰性的反應，但事實上卻是有。

## 例子
妊娠試驗可能呈陽性，但事實上沒有懷孕；也可能呈陰性，但事實上卻有懷孕。
香港政府，以及某些記者將「初步篩檢結果為陽性」簡稱為「初陽」。

## 相关术语

### 接收者操作特征曲線
文章“接收者操作特征曲線 (ROC曲线)”讨论了基于各种类型误差比率的统计信号处理中的参数。